# セレブ男子は手に負えません〜それも管理人の仕事ですか?〜
『セレブ男子は手に負えません〜それも管理人の仕事ですか?〜』（セレブだんしはてにおえません それもかんりにんのしごとですか）は、原案：小出由佳、瀧田理絵による日本の漫画作品。ネームは小滝ろみ、ねもと咲、作画はやじまり、ちゅらっぷす、制作は朝日放送テレビ・DLEが行っている。「LINEマンガ」「ebookjapan」にて、2024年1月12日より連載中。
2025年1月より、朝日放送テレビにてテレビドラマが放送された。

## テレビドラマ
『セレブ男子は手に負えません』のタイトルで、2024年1月21日から3月24日まで朝日放送テレビ「ドラマL」枠で放送された。主演は若月佑美。

### キャスト

#### 主要人物
百瀬ひかる（ももせ ひかる）
演 - 若月佑美

#### 周辺人物
西園寺シオン（さいおんじ シオン）
演 - 鈴木康介（幼少期：渡邉斗翔）

天羽律（あもう りつ）
演 - 本田響矢

ルカ
演 - 井手上漠

神崎彰人（かんざき あきと）
演 - 中尾暢樹

### スタッフ
- 原案 - 小出由佳、瀧田理絵
- 脚本 - 岡田真理[2]
- 監督 - 根本和政、倉木義典[2]
- 音楽 - LOVE[3]
- 主題歌 - ほのかりん「恋と呼ばないで」（フォーライフ ミュージック）
- 企画・プロデュース - 清水一幸[2]
- プロデューサー - 松崎智宏、菊地謙次[2]
- 制作プロダクション - ABCリブラ[2]
- 製作著作 - 朝日放送テレビ、DLE[2]

### 放送日程
| 各話   | 放送日  | サブタイトル                  | 監督 |
| ------ | ------- | ----------------------------- | ---- |
| 第1話  | 1月21日 | それって管理人の仕事ですか?   |      |
| 第2話  | 1月28日 | 恋愛は絶対に禁止              |      |
| 第3話  | 2月04日 | バレたら大変…!                |      |
| 第4話  | 2月11日 | 優しい応急処置                |      |
| 第5話  | 2月18日 | 親友vsプロ彼女                |      |
| 第6話  | 2月25日 | 突然のプロポーズ              |      |
| 第7話  | 3月03日 | 恋か?愛か?波乱のパーティー    |      |
| 第8話  | 3月10日 | ちゃんと優しくできるんですか? |      |
| 第9話  | 3月17日 | 俺もアイツが好きだ!           |      |
| 最終話 | 3月24日 | 最後の初デート                |      |

| 朝日放送テレビ ドラマL                                 | 朝日放送テレビ ドラマL                                 | 朝日放送テレビ ドラマL                                 |
| 前番組                                                 | 番組名                                                 | 次番組                                                 |
| ------------------------------------------------------ | ------------------------------------------------------ | ------------------------------------------------------ |
| 18歳、新妻、不倫します。 （2023年10月15日 - 12月18日） | セレブ男子は手に負えません （2024年1月21日 - 3月24日） | あなたの恋人、強奪します。 （2024年4月14日 - 6月16日） |